# Symphurus arawak
Symphurus arawak es una especie de pez de la familia Cynoglossidae en el orden de los Pleuronectiformes.